# Квинслендский оркестр
Квинслендский оркестр (англ. The Queensland Orchestra) — симфонический оркестр из австралийского города Брисбена, штат Квинсленд.
Квинслендский оркестр образовался в 2001 году в результате слияния Квинслендского симфонического и Квинслендского филармонического оркестров. Основными источниками финансирования оркестра являются частные спонсоры, кроме того он частично финансируется из федерального бюджета Австралии, а также правительством штата Квинсленд. Оркестр регулярно концертирует на различных концертных и театральных площадках Австралии. Большую часть своих концертов Квинслендский оркестр проводит в трёх концертных залах: Центре исполнительских искусств Квинсленда, Концертном зале Брисбенского университета и Брисбенском городском концертном зале.

## Главные дирижёры
- Майкл Кристи (2001—2004)
- Иоганнес Фрич (с 2008 года)